# Codevigo
Codevigo ist eine nordostitalienische Gemeinde (comune) mit 6272 Einwohnern (Stand 31. Dezember 2023) in der Provinz Padua in Venetien. Die Gemeinde liegt etwa 24 Kilometer südöstlich von Padua an der venezischen Lagune (Adria) und grenzt unmittelbar an die Provinz Venedig. Durch Codevigo fließt die Brenta.

## Geschichte
Als Caput di Vicco wird die Ortschaft 988 erstmals urkundlich erwähnt.

## Gemeindepartnerschaft
Codevigo unterhält eine Partnerschaft mit der ungarischen Stadt Szécsény im Komitat Nógrád.

## Verkehr
Durch den Ort führen die Strada Statale 309 Romea (Europastraße 55) von Mestre an der Adria entlang und die Strada Statale 516 Piovese von Padua kommend.